# Gorenje Medvedje selo
Gorenje Medvedje selo este o localitate din comuna Trebnje, Slovenia, cu o populație de 46 de locuitori.